# The Vampire Diaries
The Vampire Diaries è una serie televisiva statunitense ideata da Kevin Williamson e Julie Plec, basata sulla serie di romanzi Il diario del vampiro scritta da Lisa J. Smith. La serie venne trasmessa su The CW dal 10 settembre 2009 al 10 marzo 2017, per un totale di 171 episodi distribuiti in otto stagioni.
La storia inizia raccontando di Elena Gilbert, una ragazza adolescente che vive nella città fittizia Mystic Falls, in Virginia. La sua vita viene sconvolta quando scopre che il suo ragazzo, Stefan Salvatore, protagonista della serie, è un vampiro. Stefan si accorge che Elena è identica alla ragazza precedentemente contesa dai Salvatore, la vampira che trasformò lui e suo fratello Damon Salvatore nel 1864: Katherine Pierce. I due fratelli si innamorano anche di Elena ed entrano a far parte della sua vita. Il loro scopo è proteggerla dall'Ibrido Originale Klaus Mikaelson e da altre forze che ambiscono al pieno controllo della ragazza. Gli amici di Elena vengono spesso coinvolti nelle situazioni soprannaturali e combattono per vivere serenamente a Mystic Falls, un luogo costantemente tormentato dal proprio passato.
L'episodio pilota attirò il più grande numero di pubblico di qualsiasi altra serie di The CW dalla nascita della rete nel 2006, la prima stagione venne seguita in media da 3,60 milioni di telespettatori. Fu la serie più guardata dalla rete prima di essere soppiantata da Arrow. La serie ricevette numerose nomination e premi, vincendo cinque People's Choice Awards e ventotto Teen Choice Awards.
Il 26 aprile 2013, The CW annunciò la produzione di uno spin-off della serie dal titolo The Originals, che si concentra sulla famiglia di Vampiri Originali introdotta in The Vampire Diaries. The Originals debuttò durante la stagione televisiva americana 2013-14.
A partire dalla stagione televisiva 2018-2019 va in onda un'altra serie televisiva spin-off di The Vampire Diaries e The Originals dal titolo Legacies.

## Produzione
(Tagline della serie televisiva)
Inizialmente Kevin Williamson non era interessato a sviluppare la serie, poiché credeva che la trama fosse troppo simile ad altre storie sui vampiri. Esortato da Julie Plec, incominciò a leggere i romanzi e rimase intrigato dalla storia: «Iniziai a capire che era una storia su un piccolo paese, su ciò che nasconde e su ciò che si cela sotto la superficie.» Williamson ha infatti dichiarato che la serie si sarebbe concentrata più sulla città che sull'ambientazione liceale.
Il 6 febbraio 2009 Variety annunciò che The CW aveva dato l'avvio alla produzione dell'episodio pilota di The Vampire Diaries con Williamson e Julie Plec impiegati come capo sceneggiatori e produttori esecutivi. Il 19 maggio 2009 la serie venne ordinata ufficialmente per la stagione 2009-2010, e il 21 ottobre 2009, grazie ai solidi ascolti, l'ordine degli episodi della prima stagione venne portato a 22.
La fascia oraria settimanale di trasmissione della serie su The CW è variata nel corso degli anni: gli episodi 1–142 sono stati trasmessi di giovedì alle 20:00 (ET), gli episodi 143–170 sono stati trasmessi di venerdì alle 20:00 (ET), mentre l'episodio 171 è stato trasmesso di venerdì alle 21:00 (ET).

### Rinnovi
Il 16 febbraio 2010 The CW annunciò il rinnovo della serie per una seconda stagione, trasmessa a partire dal 9 settembre 2010. Il 26 aprile 2011 la serie è stata invece rinnovata per una terza stagione, che ha esordito il 15 settembre 2011. Il rinnovo per una quarta stagione è avvenuto in data 3 maggio 2012. La quarta stagione è composta da 23 episodi, uno in più rispetto alle tre stagioni precedenti, e ha esordito l'11 ottobre 2012. L'11 febbraio 2013 la serie è stata rinnovata per una quinta stagione, trasmessa dal 3 ottobre 2013. In data 13 febbraio 2014 The CW ha rinnovato la serie per una sesta stagione, che ha esordito il 2 ottobre 2014. Il 10 gennaio 2015, la serie è stata rinnovata per una settima stagione, la quale ha esordito l'8 ottobre 2015. In data 11 marzo 2016 The CW ha rinnovato la serie per un'ottava stagione, l'ultima della serie, della durata di 16 episodi.

### Sceneggiatura e regia
La sceneggiatura e la regia di The Vampire Diaries sono state curate da più persone. Gli sceneggiatori che hanno firmato almeno 10 dei 171 episodi della serie sono Caroline Dries (33 episodi), Julie Plec (31 episodi), Brian Young (31 episodi), Rebecca Sonnenshine (16 episodi), Kevin Williamson (15 episodi), Brett Matthews (15 episodi), Melinda Hsu Taylor (13 episodi), Neil Reynolds (12 episodi) e Michael Narducci (10 episodi), mentre i registi che hanno diretto almeno 10 dei 171 episodi della serie sono Chris Grismer (17 episodi), Joshua Butler (11 episodi), Michael A. Allowitz (11 episodi) e Marcos Siega (10 episodi). Gli attori Paul Wesley e Ian Somerhalder hanno diretto 5 e 3 episodi rispettivamente, mentre la co-creatrice Julie Plec ne ha diretti 3, tra i quali vi è il finale di serie.

### Casting
Il casting per l'episodio pilota si svolse nel 2009: i ruoli di Elena Gilbert e Katherine Pierce furono assegnati a Nina Dobrev, Paul Wesley venne scelto per interpretare il vampiro Stefan Salvatore, mentre il ruolo di Damon Salvatore fu assegnato a Ian Somerhalder. Il fratello minore di Elena, Jeremy Gilbert, è interpretato da Steven R. McQueen, la zia dei fratelli Gilbert, Jenna Sommers, è interpretata da Sara Canning, mentre il ruolo della strega e amica di Elena, Bonnie Bennett, fu assegnato a Katerina Graham. L'altra amica di Elena, Caroline Forbes, è interpretata da Candice Accola. Matt Donovan, l'ex-fidanzato di Elena, è interpretato da Zach Roerig e Tyler Lockwood, un licantropo, è interpretato da Michael Trevino. A interpretare Vicki Donovan è, invece, Kayla Ewell.
Durante la prima stagione, entra nel cast principale Matthew Davis nel ruolo del nuovo insegnante di storia Alaric Saltzman, già apparso negli episodi precedenti come personaggio ricorrente.
Con la terza stagione, entra nel cast principale Joseph Morgan nel ruolo del malvagio vampiro Originale Klaus, già apparso nella seconda stagione come personaggio ricorrente.
Con la sesta stagione, entra nel cast principale Michael Malarkey nel ruolo del vampiro Enzo, già presente nella quinta stagione come ospite.

### Riprese
L'episodio pilota fu girato a Vancouver, nella Columbia Britannica, mentre il resto degli episodi a Covington, in Georgia, e nei dintorni di Atlanta.

### The Vampire Diaries: Per sempre vostri
Il 10 marzo 2017, prima della messa in onda del finale della serie, è stato trasmesso uno speciale dedicato ai fan della serie. Esso ripercorre i momenti chiave delle otto stagioni della serie e funge da addio alla serie. Nello speciale sono incluse interviste a Julie Plec, Nina Dobrev, Paul Wesley, Ian Somerhalder, Candice Accola, Kat Graham, Steven R. McQueen, Michael Trevino, Kevin Williamson, Zach Roerig, Matt Davis e Michael Malarkey. In Italia, lo speciale è stato trasmesso l'8 giugno 2017, subito dopo la messa in onda del finale di serie.

## Trama

### Prima stagione
A Mystic Falls, Elena Gilbert e il fratello Jeremy hanno da poco perso i loro genitori, morti in un incidente stradale sul ponte Wickery Bridge, e da qualche mese vivono assieme alla loro giovane zia, Jenna, diventata loro tutrice. Dopo le vacanze estive i fratelli tornano a scuola, dove Elena incontra Stefan Salvatore, vampiro centenario che torna nella sua città natale per conoscere la ragazza. Infatti, fu lui a salvarla da morte certa il giorno dell'incidente stradale in cui morirono i coniugi Gilbert e, incontrandola, si accorge che Elena è identica alla vampira Katherine Pierce, che trasformò lui e suo fratello Damon in vampiri durante gli anni della guerra civile. I due incominciano a frequentarsi e si fidanzano, ma la loro relazione viene messa in difficoltà da Damon, che diversamente dal fratello si nutre di sangue umano ed è più cattivo. Elena scopre presto la loro natura soprannaturale, ma impara a conviverci. Jeremy incomincia a frequentare Vicki Donovan, ma la ragazza viene trasformata in vampiro da Damon e successivamente uccisa da Stefan, così Jeremy si innamora della vampira Anna Johnson, conoscente di Katherine.
In città arriva Alaric Saltzman, che è alla ricerca di Damon per vendicare l'omicidio della moglie Isobel, ma in seguito viene a sapere che è stata vampirizzata. Inoltre si scopre che Elena è stata adottata e che i suoi genitori biologici sono Isobel e John Gilbert, che ha sempre creduto suo zio.
Intanto, Damon pensa che Katherine, di cui è ancora profondamente innamorato, sia rinchiusa assieme ad altri ventisei vampiri nella cripta sotto le rovine di Fell's Church e cerca, approfittando dei poteri di Bonnie Bennett, strega e migliore amica di Elena, di rimuovere il sigillo che impedisce ai vampiri di uscire. Quando i vampiri vengono liberati, Katherine non è tra loro, poiché la donna riuscì a liberarsi e a lasciare la città senza lasciare traccia. Dopo un iniziale smarrimento dovuto alla perdita di Katherine, Damon riprende contatto gradualmente con la sua parte umana, finendo per innamorarsi di Elena.
Nel frattempo il Consiglio delle Famiglie Fondatrici, in occasione della Festa dei Fondatori, mette in funzione un dispositivo che emette un suono molto fastidioso per i vampiri. A stordirsi, però, non sono solo i vampiri, ma anche il sindaco Lockwood e suo figlio Tyler. Tutti i vampiri, tranne Stefan e Damon, vengono uccisi, mentre Tyler causa un incidente stradale in cui rimane coinvolta Caroline Forbes, altra amica di Elena, che finisce in ospedale in gravi condizioni. Intanto, a casa Gilbert, John viene attaccato improvvisamente da Elena, ma scopre subito che non si tratta di sua figlia bensì di Katherine.

### Seconda stagione
Katherine uccide Caroline, che, avendo il sangue di Damon in circolo, si trasforma in vampira. La donna è intenzionata a separare Stefan da Elena e apparentemente a spezzare la leggendaria maledizione del Sole e della Luna, per la quale i vampiri sono costretti a vivere di notte, mentre i licantropi a trasformarsi durante la luna piena. Il rituale, che può essere compiuto solo durante il plenilunio, consiste nel sacrificio di un membro per ciascuna delle due specie e di una doppelgänger Petrova. Nel 1492 Elijah e suo fratello Klaus, due vampiri Originali, tentarono di sacrificare Katherine, che pur di sfuggire alla morte si tolse la vita e si trasformò in vampiro. Per secoli si credette che i Petrova fossero periti con Katherine, ma ella tenne nascosta l'esistenza di una figlia illegittima.
La presenza di una nuova doppelgänger, Elena, attira l'attenzione di Klaus, che giunge a Mystic Falls per compiere il rituale. Elena decide quindi di sacrificarsi volontariamente, accordandosi con Elijah affinché ai suoi amici non venga fatto alcun male. Elijah le rivela che non esiste alcuna maledizione del Sole e della Luna: Klaus, nato da una relazione adulterina, è per parte di padre un licantropo, il che lo rende un ibrido tra le due specie. Il rituale ha lo scopo di spezzare l'incantesimo che mantiene dormiente la sua parte di lupo mannaro e che gli impedisce di far pieno uso dei suoi poteri. Elijah, temendo la possibilità che il fratello possa creare una propria stirpe di ibridi, vuole approfittare del momento appena successivo al rituale, in cui Klaus sarà particolarmente vulnerabile, per ucciderlo.
Damon tenta a modo suo di fermare il rituale, sottraendo Caroline e Tyler (diventato nel frattempo un lupo mannaro) a Klaus, ma questi, grazie all'aiuto di una strega, attua comunque il sacrificio in una successione di eventi che portano all'uccisione di Jules, una licantropa amica di Tyler, di Jenna, vampirizzata da Klaus stesso, e di Elena, che viene però riportata in vita grazie a un incantesimo per il quale a morire è, invece, suo padre, John Gilbert, che prima della sua morte lascia una lettera a Elena e il suo anello. Lo sceriffo Forbes uccide accidentalmente Jeremy, che viene resuscitato da Bonnie, mentre Damon viene morso da Tyler, trasformatosi in lupo a causa della Luna piena.
Klaus viene invece salvato all'ultimo minuto da Elijah, a cui promette di rivelare l'ubicazione dei corpi dei loro fratelli, ma lo ucciderà comunque. Dopo essere stati tutti al cimitero per seppellire Jenna e John, Stefan scopre che l'unica cura per Damon è il sangue di Klaus e, al fine di ottenerla, promette a quest'ultimo di obbedire ai suoi ordini e di lasciare la città insieme a lui. Katherine fugge dopo essere stata ammaliata da Klaus affinché porti il suo sangue a Damon che viene così salvato proprio dopo che credendosi in punto di morte dice a Elena di amarla e questa lo bacia. Durante la notte successiva Jeremy viene svegliato da dei rumori, trovandosi faccia a faccia con le defunte Vicki e Anna.

### Terza stagione
Klaus, con l'aiuto di Stefan, cerca di creare un esercito di ibridi al suo servizio e chiede consiglio a Gloria poiché non riesce nel suo intento. Gloria lo porta da Rebekah, la sorella di Klaus, che fu la fidanzata di Stefan negli anni venti. Klaus non riesce comunque a trovare un modo e allora incomincia la transizione in ibrido di Tyler, costringendo Bonnie a trovare un metodo per salvarlo e completare la trasformazione: il sangue di Elena. Quest'ultima, assieme a Damon e Alaric, cerca di riportare a casa Stefan. Con l'aiuto di Katherine, i tre trovano Mikael, il padre degli Originali, che è intenzionato a uccidere Klaus. Alla fine, però, è Klaus che uccide il padre. Rebekah viene pugnalata da Elena e in seguito consegnata a Klaus.
Stefan ruba a Klaus le bare contenenti i corpi di Finn, Elijah, Kol (i fratelli di Klaus) ed Esther (sua madre) e le usa come strumento di ricatto. Alla fine vengono risvegliati tutti, compresa Rebekah, ed Esther ha in mente un piano per uccidere i figli.
Jeremy continua a vedere Anna e Vicki e per questo la sua relazione con Bonnie viene messa a dura prova; alla fine i due si lasciano, anche se in seguito Jeremy deciderà di non comunicare più con i fantasmi se non è costretto.

La relazione tra Tyler e Caroline migliora e il ragazzo riesce a far scomparire l'asservimento dovuto a Klaus per via della trasformazione in ibrido. Bonnie vive alcuni bei momenti: ritrova sua madre Abby e si fidanza con Jamie, il figlio adottivo di Abby. Rimane sempre coinvolta, però, nei problemi degli altri e a soffrire è spesso lei.
Finn viene ucciso da Matt e con lui muore tutta la sua discendenza. In seguito a questo fatto, Stefan e Damon rinunciano alla vendetta contro Klaus, poiché morirebbero se fosse lui il vampiro da cui discendono. Alaric, per via del suo anello che lo riporta in vita ogni volta che un essere soprannaturale lo uccide, è costretto a rendersi conto di aver sviluppato un suo alter ego omicida che ha provocato gravi danni agli abitanti della città. Riceve aiuto da Meredith Fell e da Damon, ma alla fine viene trasformato da Esther in un vampiro Originale che possa uccidere tutti gli altri vampiri Originali. Il suo unico punto debole è Elena, infatti Esther ha legato le loro vite: se la ragazza muore, anche Alaric subirà la stessa sorte. La strega muore e il destino dei vampiri è nelle mani di Stefan, Damon e Klaus, che vogliono uccidere Alaric. Klaus viene disidratato da Bonnie, nello stesso modo in cui Abby aveva disidratato Mikael. Alla fine Alaric trova il corpo di Klaus e lo uccide, ma tutta la discendenza (Katherine, Stefan, Damon, Caroline e Tyler) non muore. Questo perché Bonnie ha trasferito Klaus nel corpo di Tyler. Rebekah, credendo che Klaus se ne sia andato per sempre, provoca un incidente sul Wickery Bridge, le cui vittime sono Elena e Matt. Stefan riesce a trovarli nell'auto in fondo al Wickery Creek ed Elena gli suggerisce di salvare prima Matt. Nel frattempo lei muore e, avendo del sangue di vampiro nel corpo datole da Damon, si risveglia dopo poche ore in fase di transizione per diventare vampira. Con la morte di Elena muore anche Alaric, che, diventato un fantasma, va da Jeremy dicendogli che veglierà sempre su di lui.

### Quarta stagione
Elena completa la transizione e diventa un vampiro. Stefan e Damon la aiutano a tenere a bada la sua sete di sangue, mentre Klaus torna nel suo vero corpo con l'aiuto di Bonnie. In città il Consiglio dei Fondatori insorge contro le specie soprannaturali a causa della confessione di Alaric. Dopo che il pastore Young fa esplodere inspiegabilmente se stesso e gli altri undici membri del Consiglio, in città arriva Connor Jordan, un cacciatore di vampiri della Fratellanza dei Cinque. Klaus e Rebekah avevano avuto contatti con questa fratellanza già nel XII secolo, quando i cacciatori cercarono di sterminare gli Originali.
Klaus rivela a Stefan la presenza di una cura per il vampirismo il cui luogo può essere identificato solamente dalla mappa tatuata su Connor. Questi, però, diventa un problema e così Elena lo uccide, facendo sparire il tatuaggio. Intanto Tyler e la sua amica Hayley cercano di togliere l'asservimento a tutti gli ibridi di Klaus. All'insaputa di Tyler, Hayley favorisce lo scioglimento del legame di asservimento di dodici ibridi poiché ha fatto un accordo con il professor Shane, il quale alla fine ottiene quello che voleva: dodici ibridi vengono massacrati da Klaus, il quale aveva scoperto i progetti di Tyler. Quest'ultimo riesce a scappare, ma Klaus si vendica uccidendo sua madre Carol.
Jeremy diventa un cacciatore della Fratellanza e, grazie al suo tatuaggio, la ricerca della cura ricomincia. Bonnie viene consigliata dal professor Shane, che le spiega come aprire il sigillo per raggiungere la cura grazie a un tipo di magia chiamato Espressione. Una volta completato il marchio del cacciatore uccidendo Kol. Elena, Stefan, Damon, Rebekah, Bonnie e Jeremy partono alla ricerca della cura che si trova su un'isola al largo della Nuova Scozia. Guidato dal professor Shane, il gruppo trova la grotta dove è custodita la cura. Bonnie apre il sigillo con l'aiuto di Jeremy e solo loro due entrano nella grotta. La cura è custodita da un essere immortale chiamato Silas, che la tiene tra le mani mentre giace disidratato da più di 2000 anni. Katherine, fingendosi Elena, colpisce Bonnie, distrae Silas facendogli bere dal collo di Jeremy, prende la cura e scappa. Jeremy rimane ucciso da Silas ed Elena, distrutta, spegne la sua umanità e brucia la sua casa con il corpo di Jeremy all'interno.
Silas vuole completare il triangolo dell'espressione, cioè sacrificare dodici membri di tre specie diverse: umani, ibridi e streghe. Manca solo l'ultimo, quindi Silas entra nella mente di Bonnie per farglielo compiere. Intanto Elena, senza umanità, incomincia a nutrirsi e uccidere e così Damon cerca di distrarla portandola con sé a New York, dove spera di trovare informazioni su Katherine e la cura. Alla fine, Elena e Rebekah trovano la vampira in Pennsylvania, ma Katherine dà la cura a Elijah. Tornati tutti a Mystic Falls, Silas riesce a ottenere la cura da Elijah, fingendosi Rebekah. Klaus ed Elijah lasciano la città e vanno a New Orleans, mentre Rebekah rimane ancora un po' per aiutare gli altri contro Silas.
Elena riaccende la sua umanità e ha intenzione di vendicarsi di Katherine. Bonnie, dopo aver completato il triangolo dell'espressione, incontra Silas, che la obbliga a far calare il velo tra questo mondo e l'aldilà soprannaturale (l'Altra Parte), per permettergli di prendere la cura e morire senza restare bloccato dall'Altra Parte. Bonnie abbassa il velo, e così incominciano a ritornare alcuni esseri precedentemente deceduti: Alaric, Kol, Lexi, Sheila e i cacciatori Alexander, Galen Vaughn e Connor Jordan, intenti a completare la loro missione di trovare Silas e annientarlo. Bonnie riesce a pietrificare Silas e cerca di resuscitare Jeremy da sola. L'incantesimo non va a buon fine e la strega muore. Mentre gli studenti si diplomano, i cacciatori, Kol e le vittime dei sacrifici cercano vendetta. Klaus dice addio a Mystic Falls e si trasferisce a New Orleans, mentre Rebekah resta con Matt per tutta l'estate.
Elena riceve la cura da Damon, ma è indecisa se prenderla. Quando, però, Katherine è a un passo dall'ucciderla, Elena le fa inghiottire a forza la cura. Bonnie, mentre sta chiudendo il velo, si accorge che l'incantesimo di resurrezione per Jeremy ha funzionato. Il ragazzo scopre che la strega è morta e lei lo prega di non dirlo agli altri, e lo rassicura che potrà parlare con lui ogni volta che vorrà.
Caroline è contenta, poiché Klaus ha concesso a Tyler di tornare in città. Elena sceglie Damon e così Stefan decide di lasciare Mystic Falls. Mentre il vampiro cerca di gettare in un lago il corpo pietrificato di Silas, si accorge che questi è sparito. A quel punto compare lo stregone con l'aspetto di Elena. Silas spiega a Stefan che la natura, per trovare l'equilibrio dell'incantesimo di immortalità da lui creato, ha dovuto creare un doppelgänger mortale: lo stesso Stefan. Silas, allora, assume il suo vero aspetto (uguale a quello di Stefan), chiude il suo doppelgänger in una cassaforte e lo getta nell'acqua.

### Quinta stagione
Stefan viene liberato dalla sua prigione subacquea da Qetsiyah, la strega che sigillò Silas come punizione per averla tradita con Amara, la doppelgänger originale di Elena e Katherine. In città arriva una vampira, Nadia, che poi si scoprirà essere la figlia di Katherine. Intanto, Silas beve la cura dal sangue di Katherine e torna mortale; si mette quindi a cercare l'ancora dell'Altra Parte per distruggerla e riunirsi ad Amara, scoprendo che l'ancora è proprio la ragazza, che ha vissuto per tutto quel tempo pietrificata. Risvegliatasi, Amara beve il sangue di Silas, tornando mortale, e si uccide, non potendo sopportare ancora di vivere, e Stefan uccide Silas, vendicandosi. Bonnie, invece, risorge prendendo il posto di Amara come ancora, ma perde i suoi poteri di strega. La relazione tra Tyler e Caroline finisce quando l'ibrido scopre che la ragazza ha copulato con Klaus in sua assenza.
All'università, Elena fa amicizia con Aaron Whitmore e conosce il suo patrigno, il professor Maxfield. Damon scopre che Maxfield è un membro della Augustine, una fondazione che fa esperimenti sui vampiri, torturandoli. Anche Damon fu una loro cavia e, per vendetta, sterminò la famiglia di Aaron. Katherine, senza più la cura nel sangue, sta morendo, ma Nadia le salva la vita trovando una soluzione: essendo una discendente dei Viaggiatori, stregoni che riescono a passare da un corpo all'altro, Katherine si trasferisce nel corpo di Elena, rompendo la relazione tra questa e Damon. Egli, pensando che Elena non lo ami più, si ricongiunge con Enzo, anch'egli una cavia della Augustine, e insieme uccidono Aaron e Maxfield. Gli amici di Elena si accorgono dell'inganno di Katherine e fanno in modo che Elena riprenda pieno possesso del suo corpo, riuscendo a far cadere Katherine in una trappola: la vampira, infatti, pur di restare accanto a Nadia, morsa da Tyler, nei suoi ultimi momenti di vita, si fa uccidere di proposito. Elena, pur essendo innamorata di Damon, non può perdonarlo per ciò che ha fatto ad Aaron, e lo lascia.
Successivamente, i Viaggiatori resuscitano il loro capo, Markos, destabilizzando l'equilibrio dell'Altra Parte, che incomincia a implodere. Quando Enzo scopre che Damon in passato aveva ucciso la donna che lui amava, ingaggia una lotta contro lui e Stefan, che lo uccide. Markos decide di distruggere la magia delle streghe: così facendo, anche ogni loro incantesimo si annullerebbe, causando l'estinzione di vampiri e ibridi. Il Viaggiatore Julian, inseritosi nel corpo di Tyler, non vuole morire, quindi uccide Stefan, poiché l'incantesimo che elimina la magia funziona solo se entrambi i doppelgänger sono vivi. I poteri delle streghe diventano così nulli solo entro i confini di Mystic Falls. Julian, e con lui Tyler, vengono comunque uccisi dai Viaggiatori per tradimento. Damon ed Elena fanno esplodere il Grill, uccidendo Markos e gli altri Viaggiatori, ma periscono anch'essi. Per riportarli in vita, Bonnie chiede aiuto alla strega Liv, che collabora per riportare in vita suo fratello Luke: con lo stesso incantesimo usato dai Viaggiatori per Markos, tornano a vivere Stefan, Tyler, Enzo, Elena e Alaric, ma l'incantesimo si interrompe e Damon rimane nell'Altra Parte. Quest'ultima finisce di implodere e, svanendo in una luce bianca, porta con sé Bonnie, la propria ancora, e Damon.

### Sesta stagione
Damon e Bonnie si ritrovano in un mondo prigione insieme a uno stregone malvagio di nome Kai, rinchiuso per i suoi crimini, in cui sono costretti a vivere ripetutamente il giorno dell'eclissi solare del 1994. Dopo mesi di reclusione, grazie all'aiuto della magia di Bonnie, collegata a un particolare aggeggio chiamato ascendente, Damon e Kai riescono a fuggire.
Damon spera di ricostruire la sua relazione con Elena, ma scopre che Alaric le ha tolto ogni ricordo dell'amore che provava per lui, dato che lei non riusciva a gestire il dolore della sua perdita. Su Mystic Falls grava ancora l'incantesimo dei Viaggiatori e, quando Alaric lo attraversa rischiando di morire, la sua fidanzata Jo gli salva la vita ed egli ritorna umano. Jo è la sorella gemella di Kai e entrambi sono i fratelli maggiori di Liv e Luke. Kai con i suoi poteri assorbe la magia dei Viaggiatori che risiedeva a Mystic Falls, liberandola dalla maledizione. L'obiettivo di Kai è quello di diventare il leader della congrega Gemini, uccidendo Jo e assorbendo il suo potere magico. La donna decide di riprendersi la magia che aveva abbandonato in un coltello e di allenarsi per vincere nella fusione. Tuttavia, nonostante gli sforzi, non sembra migliorare e Damon contatta segretamente il padre di Liv e Luke per far fondere insieme i due figli più giovani. Per salvare la sorella, Luke decide di fondersi lui stesso con Kai che, come previsto, ha la meglio e sembra diventato molto più forte.
Intanto, Jeremy decide di lasciare Mystic Falls e di andare in giro per il paese a caccia di vampiri, ma viene diagnosticato un tumore alla madre di Caroline che, disperata, tenta di farle bere il suo sangue per guarirla. Gli effetti non sono buoni e la donna muore. Il dolore è così forte che Caroline spegne i sentimenti e costringe Stefan a fare lo stesso, minacciando l'ultima discendente dei Salvatore, Sara. I due, dopo essersi divertiti a uccidere insieme, finiscono per innamorarsi.
Tornata anche Bonnie dal mondo prigione, Damon scopre che sua madre Lily, ritenuta morta, è invece viva e intrappolata anch'ella in un mondo prigione, dove ogni notte avviene il fenomeno dell'aurora boreale. Il vampiro decide quindi di riportarla indietro e con l'aiuto di Kai, Bonnie ed Elena si reca nel mondo prigione, dal quale torneranno tutti indietro escluso il primo, dato che Bonnie decide di intrappolarlo lì a causa delle sue malefatte. Jo scopre di aspettare due gemelli da Alaric, così i due decidono di unirsi in matrimonio.
Di nuovo nel mondo reale, Lily riesce a riaccendere i sentimenti di Stefan, il quale poi riattiva quelli di Caroline. Tuttavia, la donna rivela di essere intenzionata a tornare nella sua prigione per liberare gli Eretici, un gruppo di vampiri con poteri di strega che lei considera la sua famiglia. Nel frattempo Bonnie consegna a Damon la replica della cura per il vampirismo, prelevata dal mondo prigione. Damon decide quindi di donarla a Elena, per poi berla lui stesso. La giovane prende la cura, tornando umana e recuperando i ricordi; Caroline invece respinge i tentativi di Stefan di avvicinarsi a lei, poiché necessita di tempo per riflettere sui suoi errori. Tutto sembra andare per il meglio alle nozze di Jo e Alaric, quando però Kai, evaso dal mondo prigione, uccide la gemella insieme ai bambini che portava in grembo; inoltre si toglie la vita e con lui muore tutta la sua congrega, dato che la vita del leader è legata alla loro. Tyler rischia di morire a causa delle ferite recatogli dallo stregone, ma Liv gli dà il permesso di ucciderla, dato che sarebbe perita ugualmente, permettendo al giovane Lockwood di riattivare i suoi poteri di lupo, tra cui quello della guarigione. Kai risorge come vampiro perché nel suo corpo circolava il sangue di Lily, diventando così un Eretico.
Egli fa un incantesimo a Elena, gettandola in uno stato di sonno eterno che si annullerà solo con la morte di Bonnie, poi Damon lo uccide. Intanto Lily e Enzo scoprono che Kai è riuscito a far fuggire anche gli altri Eretici. La stagione si conclude con un salto nel futuro, dove vediamo Matt diventato un poliziotto, mentre Mystic Falls è vittima del caos, con Damon che osserva dall'alto.

### Settima stagione
Lily e gli Eretici (Mary Loiuse, Beau, Valerie, Nora, Oscar e Malcolm) prendono il controllo di Mystic Falls, l'astio tra Damon e sua madre arriva al vertice quando lui uccide Malcolm. Intanto Stefan e Caroline diventano una coppia, ma Stefan scopre che l'eretica Valerie è la ragazza di cui lui si innamorò anni prima quando era ancora umano. Valerie uccide Oscar per impedirgli di dare a Lily la Pietra della Fenice, un amuleto che racchiude gli spiriti di molti vampiri, tra cui quello del compagno di Lily, Julian, che Lily vuole riportare in vita. Infatti Valerie confessa a Stefan che lui la mise incinta ma che Julian, dopo averlo scoperto, la picchiò fino a farla abortire. Caroline, grazie a Valerie, scopre di essere incinta delle bambine di Alaric, che la congrega Gemini salvò quando Kai uccise Jo. Lily, entrata in possesso della Pietra della Fenice, fa sì che gli Eretici riportino in vita Julian, ma poi la stessa Lily si rivolta contro il suo amato quando scopre cosa fece a Valerie, quindi decide di ucciderlo togliendosi la vita dato che gli Eretici li avevano legati in un vincolo vitale, ma il suo suicidio si rivela inutile dato che Mary Louise aveva sciolto quel legame. Enzo ha modo di scoprire più cose sulla sua famiglia e sul suo passato, infatti la sua discendente Alexandria riesce a rintracciarlo, lei è a capo dell'associazione Armory, creata in passato dal padre di Enzo. I protagonisti devono affrontare una nuova minaccia, la cacciatrice Rayna Cruz, colei che aveva sigillato gli spiriti dei vampiri nella Pietra della Fenice, che divenne una cacciatrice soprannaturale dopo che Julian la costrinse a uccidere suo padre. Stefan ottiene la sua vendetta su Julian uccidendolo, intanto Caroline, dopo aver portato avanti la gravidanza, mette alla luce due bambine, Josie e Lizzie. Rayna, dopo aver sigillato Beau nella Pietra della Fenice, combatte contro Damon, ma Stefan lo protegge venendo ferito dalla daga di Rayna e finendo con l'essere marchiato da essa, una ferita che lo legherà a Rayna la cui priorità ora sarà quella di dare la caccia a Stefan finché non avrà intrappolato il suo spirito nella Pietra della Fenice. L'Armory cattura Rayna e riesche anche a sequestrare Nora e Mary Louise, invece Caroline si trasferisce a Dallas con Alaric e le sue figlie; Stefan, volendo dare alla sua fidanzata la possibilità di vivere con la sua nuova famiglia, la lascia senza dirle niente. Inoltre Matt, stufo dei vampiri e dei danni da loro creati, impone a Stefan il veto di non tornare più a Mystic Falls, quindi lui incomincia a viaggiare per il mondo con Valerie, con la quale torna insieme, mentre Damon, stanco dei danni che continua a provocare, decide di chiudersi in una bara e lasciarsi essiccare, svegliandosi solo quando anche Elena si risveglierà a sua volta. L'Armory incomincia a dare la caccia a Bonnie, la quale viene protetta da Enzo che la aiuta a rimanere nascosta.
Dopo tre anni Stefan sveglia Damon dalla bara visto che Rayna è tornata a dargli la caccia, infatti Matt l'ha liberata dall'Armory proprio nella speranza che uccida Stefan. Bonnie, che ora sta insieme a Enzo, ha modo di conoscere Virginia, la sorella di Alexandria, dalla quale scopre che la ragione per cui l'Armory vuole la giovane Bennett è perché possa aprire la cripta che si trova nei sotterranei della villa dell'Armory, dove la loro sorella, Yvette, rimase intrappolata lì senza più uscirvi. Mary Louise e Nora sacrificano le loro vite per distruggere la Pietra della Fenice liberando tutte le anime dei vampiri rinchiuse lì da Rayna nel corso del tempo. Intanto le condizioni di salute di Bonnie peggiorano dato che Enzo, per nasconderla dall'Armory, le aveva fatto prendere delle pillole miscelate con il sangue di Rayna che inibivano la sua magia così l'Armory non l'avrebbe localizzata con un incantesimo; purtroppo il sangue di Rayna ha effetti letali sulle streghe. Valerie decide di lasciare Stefan capendo che lui ama ancora Caroline, la quale ormai è fidanzata con Alaric. Damon e Enzo vengono a patti con Rayna: loro uccideranno tutti i vampiri evasi dalla Pietra della Fenice che la stanno facendo impazzire ma lei cederà a Bonnie la sua vita. Damon, Enzo, Stefan, Alaric, Caroline e Matt uccidono i vampiri evasi dalla pietra, intanto Matt confessa a Stefan che ha liberato Rayna nella speranza che lo uccidesse perché sospettava che Stefan avesse ucciso la sua fidanzata Penny, ma poi Stefan con la compulsione fa prendere atto a Matt che era stato lui involontariamente a uccidere Penny. I membri dell'Armory uccidono i restanti vampiri su richiesta di Damon, con la promessa che Bonnie apra la cripta. Bonnie con la sua magia apre la cripta e Alexandria scopre che Yvette è morta già da tempo, poi una forza maligna uccide tutti i membri dell'Armory che Bonnie sigilla nella villa con un incantesimo. Rispettando gli accordi Rayna, tramite uno sciamano, si toglie la vita dandola a Bonnie però le cede anche i suoi poteri di cacciatrice e il suo odio incondizionato per i vampiri. Bonnie marchia Damon, Caroline e Enzo, quindi il suo obbiettivo ora sarà quello di ucciderli. Enzo scopre che per annullare la magia della cacciatrice bisogna eliminare il corpo dell'ultimo sciamano che in principio aveva dato a Rayna i suoi poteri, che ora si trova nella villa dell'Armory sigillata dall'incantesimo di Bonnie. Damon entra nella cripta della villa dopo che Josie e Lizzie assorbono il potere del sigillo di Bonnie, e trova il corpo dello sciamano dandogli fuoco liberando dalla maledizione Bonnie, la quale torna quella di prima. Alaric, capendo che Caroline non ricambierà mai il suo amore, la spinge a dare a Stefan una seconda possibilità e i due poi tornano insieme dato che non avevano mai smesso di amarsi. Damon rimane chiuso nella cripta, Enzo entra lì a sua volta per assicurarsi che stia bene ma la misteriosa creatura che era sigillata al suo interno li cattura entrambi. Dopo un po' di tempo Enzo e Damon scompaiono, i loro amici provano a cercarli e dopo alcuni mesi scoprono che nel West Coast molte persone sono scomparse, intuendo subito che gli artefici di ciò sono proprio Damon e Enzo, i quali si sono trasformati in due assassini crudeli senza umanità, uccidono la gente ammucchiando i loro corpi in un magazzino.

### Ottava stagione
Damon e Enzo hanno nutrito la creatura rinchiusa nella cripta con i corpi delle loro vittime, lei si chiama Sybil, ed è una sirena, è stata lei a piegare le volontà di Damon e Enzo, quest'ultimo si è visto costretto a spegnere la sua umanità quando Sybil ha minacciato di far del male a Bonnie. Stefan chiede a Caroline di sposarla, mentre Alaric scopre che un oggetto rinvenuto nella cripta, un diapason, indebolisce Sybil con il suono delle sue ripercussioni, e dopo aver indebolito Sybil la catturano insieme a Enzo. Bonnie riaccende la sua umanità quando gli fa capire che rischierebbe anche la vita pur di non abbandonarlo.
Damon uccide Tyler e poi su ordine di Sybil entra in possesso di un oggetto, una sfera di metallo, appartenente alla famiglia di Peter Maxwell, il padre di Matt, sono stati i Maxwell i veri fondatori di Mystic Falls. Sybil riesce a scappare, mentre la baby sitter di Josie e Lizzie, Seline, che si rivela essere un'altra sirena, la sorella adottiva di Sybil, rapisce le due bambine. Lo scopo di Seline è offrire le due bambine a Cade, il primo sensitivo della storia che dopo la sua dipartita con i suoi poteri creò la dimensione infernale, fu lui a rendere Sybil e Seline immortali, ma quest'ultima stufa di servirlo vuole che le bambine prendano il suo posto e quello di Sybil. Però quest'ultima gli offre i fratelli Salvatore come sostituti, Stefan costretto da Damon, accetta pur di salvare le figlie della donna che ama.
Stefan spegne la sua umanità pur di servire al meglio Cade con suo fratello, infatti dovranno indurre le brave persone in tentazione e corrompere le loro anime che finiranno all'Inferno, anche se Damon non adempie con entusiasmo al suo dovere dato che la sua umanità sta lentamente riemergendo, alla fine Sybil la riaccenderà costringendolo a dover affrontare il senso di colpa per i suoi numerosi crimini. Seline cercherà di uccidere sua sorella con tutta Mystic Falls usando la campana dei Maxwell, quando su essa vengono montati il diapason e la sfera di metallo può sprigionare le fiamme dell'Inferno capaci di distruggere qualunque cosa, ma solo se viene suonata da un Maxwell per dodici volte di seguito, quindi Stefan costringe Matt a suonarla, ma quando arriva all'undicesimo rintocco, Damon lo ferma appena in tempo. Comunque gli undici rintocchi sono stati sufficienti ad aprire una breccia tra il mondo mortale e l'Inferno, e Cade attraversandola ritorna in vita come un essere immortale, e uccide Sybil e Seline. Bonnie estrae la cura dal corpo dormiente di Elena con l'intento di far tornare Cade mortale e infine ucciderlo, ma si vede costretta a darla a Stefan per farlo tornare mortale dopo che si è macchiato della morte di Enzo, intento a uccidere pure Bonnie.
Stefan privo della sua malvagità di vampiro deve fare i conti con il fardello del senso di colpa, per tutte le atrocità di cui è colpevole, tanto da allontanare pure Caroline non sentendosi meritevole di averla come moglie, volendo lasciare Mystic Falls. Anche Kai è tornato in vita attraversando la breccia che Matt ha generato suonando la campana magica, e cerca di uccidere Josie e Lizzie, ma Alaric e Caroline lo affrontano sconfiggendolo, mentre Stefan, usando un altro oggetto che è stato rinvenuto nella cripta, un pugnale in vetro intriso delle ceneri di Cade, l'unica arma che può ucciderlo, affronta il signore dell'Inferno. Con l'aiuto di Bonnie e Damon pugnala Cade uccidendolo, mentre Bonnie intrappola Kai in un altro mondo prigione, ma l'eretico prima di essere lasciato solo in quella che sarà la sua prigione per sempre, rivela a Bonnie che con la morte di Cade un'altra persona ha preso il suo posto come nuova guida dell'Inferno: Katherine.
Damon convince Stefan a non lasciare Mystic Falls perché non è scappando che troverà la sua redenzione, quindi Stefan chiede un'altra volta a Caroline di sposarlo non curandosi dal fatto che lei resterà immortale mentre lui al contrario invecchierà e morirà. Damon propone di organizzare subito le loro nozze per attirare Katherine in una trappola facendo leva sull'ossessione che prova per suo fratello minore. Stefan e Caroline si sposano mentre Katherine fa la sua comparsa facendo sparire il corpo di Elena, che Kai prima di venire intrappolato nel mondo prigione, aveva sigillato nel liceo di Mystic Falls, mentre Vicky, tornata in vita attraversando pure lei la breccia che Matt aveva aperto suonando la campana, su ordine di Katherine decide di distruggere Mystic Falls suonando dodici volte la campana magica. Damon, dato che è impossibile portare via Elena, decide di rimanere e Mystic Falls, e Stefan non se la sente di abbandonarlo, quindi all'insaputa di Caroline prende parte al piano di Alaric e Bonnie, dunque estrae la cura dal suo corpo con una siringa e la inietta a Damon facendolo tornare umano, mentre Vicky suona la campana per la dodicesima volta liberando le fiamme infernali che però non distruggono Mystic Falls dato che Bonnie le manipola con la sua magia, Katherine viene travolta dal fuoco dell'Inferno con Stefan, che l'ha tenuta ferma, i due muoiono insieme e Bonnie indirizza il fuoco dell'Inferno contro la stessa dimensione infernale distruggendola.
Stefan con il suo sacrificio ha espiato le sue colpe, e nel limbo incontra Elena chiedendole di dire a Caroline che la amerà per sempre, infine Stefan trova la pace e Elena si risveglia dato che Bonnie ha trovato il modo di risvegliarla con la sua magia senza dover morire. Tutto il gruppo di amici si raduna davanti alla tomba di Stefan per onorare la sua memoria, mentre Elena e Damon ora possono vivere insieme la loro storia d'amore. Alaric e Caroline trasformano la tenuta dei Salvatore in una scuola per bambini dotati di poteri magici come Josie e Lizzie, invece Matt è diventato uno sceriffo ben amato dalla comunità di Mystic Falls, Bonnie incomincia a viaggiare per il mondo, mentre Elena studia medicina passando un'esistenza felice insieme al suo amato Damon. Elena riflette sul fatto che il dolore è semplicemente il prezzo da pagare per il dono della vita, e che quando tutto finisce arriva la pace, e alla fine del ciclo delle loro vite, sia Elena sia Damon trovano la loro: Elena ritorna nella sua casa e ad attenderla ci sono i suoi genitori e i suoi zii, mentre Damon ritorna nella tenuta di famiglia venendo accolto da Stefan, e i due fratelli si abbracciano.

## Episodi
La prima stagione è stata trasmessa in prima visione assoluta su The CW dal 10 settembre 2009 al 13 maggio 2010, la seconda dal 9 settembre 2010 al 12 maggio 2011, la terza dal 15 settembre 2011 al 10 maggio 2012, la quarta dall'11 ottobre 2012 al 16 maggio 2013, la quinta dal 3 ottobre 2013 al 15 maggio 2014, la sesta dal 2 ottobre 2014 al 13 maggio 2015, la settima dall'8 ottobre 2015 al 13 maggio 2016 e l'ottava e ultima dal 21 ottobre 2016 al 10 marzo 2017.
In Italia, la prima stagione è andata in onda in prima visione assoluta su Mya di Mediaset Premium dal 3 febbraio al 30 giugno 2010, la seconda dall'11 ottobre al 20 dicembre 2011, la terza dal 7 giugno al 1º novembre 2012, la quarta dal 29 novembre 2012 al 13 giugno 2013, la quinta dal 13 febbraio al 5 giugno 2014, la sesta dal 26 febbraio al 18 giugno 2015; la settima stagione è stata trasmessa su Premium Action dal 14 aprile all'8 settembre 2016 e l'ottava e ultima dal 23 febbraio all'8 giugno 2017.

In chiaro, la prima stagione è stata trasmessa su Italia 1 dal 15 dicembre 2010 al 2 febbraio 2011, la seconda dal 5 dicembre 2012 al 13 febbraio 2013, la terza dal 20 febbraio al 1º maggio 2013; la quarta stagione è stata trasmessa su La5 dal 9 maggio al 24 luglio 2014, la quinta dal 7 ottobre al 16 dicembre 2014, la sesta dal 6 ottobre al 15 dicembre 2015, la settima dal 1º dicembre 2016 al 27 aprile 2017 e l'ottava e ultima dal 25 settembre al 4 ottobre 2017.
| Stagione         | Episodi | Prima TV USA | Prima TV Italia |
| ---------------- | ------- | ------------ | --------------- |
| Prima stagione   | 22      | 2009-2010    | 2010            |
| Seconda stagione | 22      | 2010-2011    | 2011            |
| Terza stagione   | 22      | 2011-2012    | 2012            |
| Quarta stagione  | 23      | 2012-2013    | 2012-2013       |
| Quinta stagione  | 22      | 2013-2014    | 2014            |
| Sesta stagione   | 22      | 2014-2015    | 2015            |
| Settima stagione | 22      | 2015-2016    | 2016            |
| Ottava stagione  | 16      | 2016-2017    | 2017            |

## Personaggi e interpreti

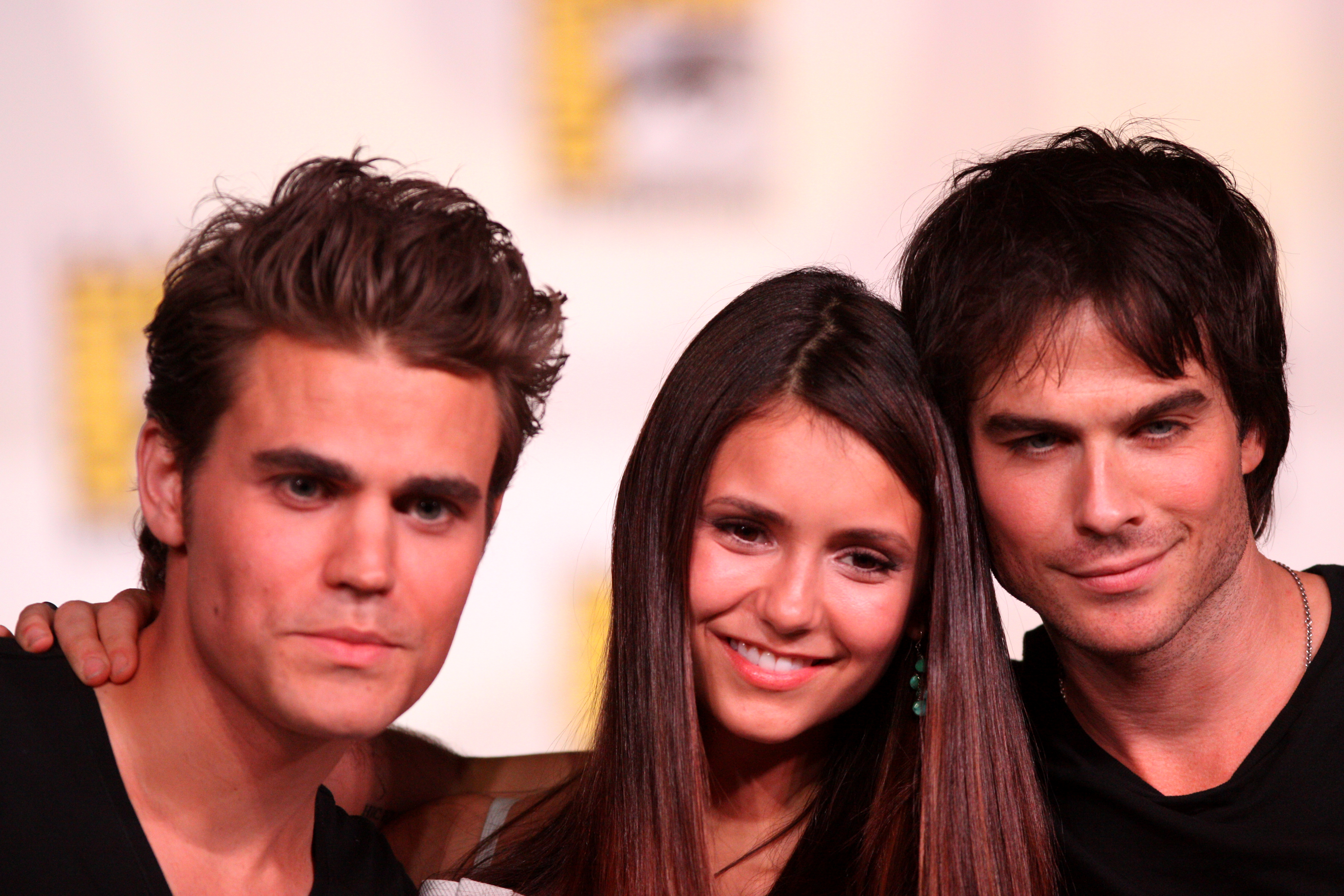
I protagonisti: da sinistra, Paul Wesley, Nina Dobrev e Ian Somerhalder

- Elena Gilbert (stagioni 1-6, cameo vocale stagione 7, guest star stagione 8[n 1]), interpretata da Nina Dobrev, doppiata da Alessia Amendola.
- Katherine Pierce (stagioni 2, 5; ricorrente stagioni 1, 3-4; guest star stagione 8[n 2]), interpretata da Nina Dobrev, doppiata da Alessia Amendola.
- Stefan Salvatore (stagioni 1-8), interpretato da Paul Wesley, doppiato da Stefano Crescentini.
- Damon Salvatore (stagioni 1-8), interpretato da Ian Somerhalder, doppiato da Niseem Onorato.
- Jeremy Gilbert (stagioni 1-6; guest star stagione 8[n 3]), interpretato da Steven R. McQueen, doppiato da Alessio Puccio.
- Jenna Sommers (stagioni 1-2; guest star stagioni 3, 5, 8[n 4]), interpretata da Sara Canning, doppiata da Claudia Catani.[36]
- Bonnie Bennett (stagioni 1-8), interpretata da Kat Graham, doppiata da Francesca Manicone.
- Caroline Forbes (stagioni 1-8), interpretata da Candice King, doppiata da Gemma Donati.
- Matt Donovan (stagioni 1-8), interpretato da Zach Roerig, doppiato da Edoardo Stoppacciaro.
- Vicki Donovan (stagione 1; ricorrente stagioni 3, 5, 8; guest star stagione 2[n 5]), interpretata da Kayla Ewell, doppiata da Federica De Bortoli.[37]
- Tyler Lockwood (stagioni 1-6; ricorrente stagioni 7-8[n 6]), interpretato da Michael Trevino, doppiato da Marco Vivio.
- Alaric Saltzman (stagioni 1-3, 6-8; ricorrente stagioni 4-5[n 7]), interpretato da Matt Davis, doppiato da Vittorio Guerrieri.
- Klaus Mikaelson (stagioni 3-4; ricorrente stagione 2; guest star stagioni 5, 7; cameo vocale stagione 8[n 8]), interpretato da Joseph Morgan, doppiato da Emiliano Coltorti.
- Enzo St. John (stagioni 6-8, ricorrente stagione 5[n 9]), interpretato da Michael Malarkey, doppiato da Alessio Cigliano.[38]

## Accoglienza
La serie ha esordito il 10 settembre 2009 risultando essere l'episodio pilota più seguito della storia del network The CW con 5.0 milioni di telespettatori. Aggiungendo i dati DVR, gli ascolti salirono fino a 5.7 milioni di spettatori. La prima stagione di The Vampire Diaries ha ricevuto critiche di diversa natura. Metacritic diede inizialmente alla serie un punteggio di 50 basato su 22 recensioni. Entertainment Weekly votò il primo episodio "B+", dichiarando che lo show «segna un ritorno di classe per lo sceneggiatore e produttore Kevin Williamson». Ken Tucker concluse la sua recensione dicendo che «Diaries promette una stagione di divertimento con dialoghi taglienti.» Linda Stasi del New York Post diede alla serie il massimo punteggio, dicendo di essere rimasta «intrigata dopo un solo episodio.» Stasi lodò l'andatura dell'episodio e l'azione viziosa e sanguinaria che «inizia nella scena d'apertura e continua in The Vampire Diaries con tale ferocia e velocità da far paura.» Al contrario, Tim Goodman di San Francisco Chronicle diede al primo episodio una recensione altamente negativa, chiamando la serie «tremenda». A Goodman non piacquero i dialoghi e dichiarò di sperare che le comparse di Buffy l'ammazzavampiri «tornassero in massa per mangiare il cast di The Vampire Diaries e l'intera sceneggiatura.»
Molti critici notarono che la serie migliorò con il passare degli episodi. Sarah Hughes di The Independent disse che The Vampire Diaries si era trasformato in «una serie ben costruita e sviluppata in modo interessante», nonostante l'episodio pilota.
Il New York Post lodò l'interpretazione di Elena, sostenendo che il personaggio fosse una donna risoluta che non permette ai sentimenti che prova per il fidanzato di controllare le sue azioni. Karla Peterson di The San Diego Union-Tribune disse che «la serie drammatica soprannaturale è una produzione di prima classe, che comprende un cast eccellente, una sceneggiatura incisiva e un'atmosfera a cui è difficile resistere anche per gli adulti.»
Mike Hale del The New York Times diede alla serie una speciale menzione nella lista dei migliori show del 2009.
Le recensioni della seconda stagione furono più positive. Metacritic le diede un punteggio di 78/100, indicando la presenza di recensioni prevalentemente positive.
Negli Stati Uniti le prime tre stagioni hanno registrato uno share dal 3 al 5% per episodio, mantenendo solidi ascolti per The CW.

## Universo diThe Vampire Diaries
L'universo di The Vampire Diaries è ricco di creature soprannaturali, non nuove alla tradizione popolare, ma in alcuni aspetti declinate con nuove modalità. Le più importanti sono i vampiri (come Stefan e Damon), i licantropi (come Tyler) e le streghe (come Bonnie). La serie è ambientata principalmente nella città fittizia di Mystic Falls. Nella serie sono presenti inoltre molti oggetti molto importanti per la trama come anelli, libri e altri marchingegni magici. L'universo di The Vampire Diaries è condiviso con le serie televisive spin-off The Originals e Legacies.

## Citazioni
- Via col vento viene citato numerose volte: in Isobel viene rivelato che Caroline è un'ammiratrice ed emulatrice della protagonista Rossella O'Hara, in La crisi viene mostrata una copia dell'omonimo romanzo di Margaret Mitchell nella stanza di Damon, mentre in Mentre giacevo morente il film viene proiettato durante una festa. Inoltre, molte somiglianze sono state riscontrate tra la storia di The Vampire Diaries e quella di Via col vento[49].
- La serie fa ampio uso di antonomasie per descrivere i propri personaggi: ne I figli dei dannati, Alaric viene paragonato ad Abraham Van Helsing e Bonnie alla strega Brumilda; in Strane alleanze, il carattere di Damon viene associato a quello del Lone Ranger; ne La reginetta di Mystic Falls, i vampiri sono paragonati al dottor Jekyll e al signor Hyde per la loro tendenza a cambiare spesso umore; ne Il sorgere della Luna cattiva, Damon paragona Mason a Lon Chaney, Tyler a Lon Chaney Jr. e se stesso a Bela Lugosi, attori noti per aver dato il volto all'uomo lupo e al Conte Dracula; in Persone comuni, lo spettro di Mason Lockwood viene chiamato "Fantasma del Natale Passato" per aver permesso di riportare alla luce il passato dei vampiri Originali. Ne Il giorno in cui ho provato a vivere, Kai paragona Bonnie a Demi Moore, e se stesso, Elena e Damon a Patrick Swayze nel film Ghost - Fantasma: il trio, infatti, deve cercare di contattare l'amica presentandosi in forma di fantasmi, come accade nel celebre film.
- Il soprannome assegnato da Damon alla sorella di Klaus, Rebekah, è "Barbie Klaus", con riferimento alla popolare bambola della Mattel che ha anch'essa lunghi capelli biondi, e al cosiddetto "boia di Lione", Klaus Barbie, comandante della Gestapo nella città francese durante l'occupazione nazista.
- In Stringimi, emozionami, baciami, uccidimi, Enzo dice a Matt: "hai portato un coltello in uno scontro a fuoco", riferimento a una frase di Jimmy Malone (Sean Connery) in The Untouchables - Gli intoccabili di Brian De Palma.

### The Vampire Diariesin altre opere
- Nell'episodio Una condanna di troppo della quarta stagione della serie The Good Wife, l'investigatrice privata Kalinda Sharma scopre che la governante di Diane Lockhart ha scritto una fan fiction erotica avente per protagonisti Elena e Damon, ambientata nel giorno del matrimonio tra la ragazza e Stefan[50].

## Premi e riconoscimenti
Dal 2010 la serie televisiva e i suoi attori sono stati nominati per alcuni premi di eventi importanti come i People's Choice Awards e i Teen Choice Awards.
La serie ha vinto cinque People's Choice Awards, uno nel 2010, uno nel 2012, due nel 2014 e uno nel 2015, e ventotto Teen Choice Awards, sette nel 2010, cinque nel 2011, sei nel 2012, tre nel 2013, quattro nel 2014 e tre nel 2015.
Il totale dei premi vinti è 37 su 110 nomination, che comprende 9 premi per la serie televisiva, 13 per la protagonista Nina Dobrev, 11 per Ian Somerhalder, 4 per Paul Wesley, 2 per Michael Trevino, 2 per Candice Accola, 2 per Katerina Graham, e 1 per il cast.

## Colonna sonora
La colonna sonora originale della serie è stata composta da Michael Suby. Gli episodi includono inoltre una selezione di canzoni non originali.

### The Vampire Diaries (Original Television Soundtrack)
Il 12 ottobre 2010 venne pubblicato un album contenente una selezione di brani dalla colonna sonora di The Vampire Diaries. Il CD include anche due tracce originali del compositore Michael Suby.

#### Tracce
1. Michael Suby – Stefan's Theme – 1:16
2. Placebo – Running Up That Hill – 4:53
3. Silversun Pickups – Currency Of Love – 5:29
4. Howls – Hammock – 2:57
5. Bat For Lashes – Sleep Alone (909s In Darktime Mix) – 4:32
6. Stateless – Bloostream (Vampire Diaries Remix) [Remastered] – 5:11
7. Goldfrapp – We Radiate – 3:45
8. Morning Parade – Under The Stars – 4:19
9. Digital Daggers – Head Over Heels – 4:18
10. Jason Walker – Down – 4:05
11. Mads Langer – Beauty Of The Dark (2010 Remastered) – 3:57
12. Plumb – Cut – 3:59
13. Alison Sudol e Sounds Under Radio – All You Wanted – 5:17
14. The Smashing Pumpkins – The Fellowship – 3:50
15. Gorillaz – On Melancholy Hill (Feed Me Remix) – 5:10
16. Michael Suby – 1864 – 1:44

#### Altri brani extra album
1. Chord Overstreet – Hold On – 3:21
2. Cary Brothers – Belong – 4:16
3. James Arthur – Impossible – 3:39
4. W. Temptation – All I need – 4:55
5. Florence and the machine – Never let me go – 4:27
6. Ingrid Michealson – Light Me Up – 3:34
7. Birdy – Skinny Love – 3:24
8. Ed Sheeran – Photograph – 4:20
9. Sleeping At Last – Everywhere I go – 4:43
10. Melanie Fiona – Give It To Me – 4:00

## Edizioni in DVD e Blu-ray
| Stagione completa | Date di uscita    | Date di uscita     | Date di uscita          | Date di uscita    |
| Stagione completa | Regione 1         | Regione 2 (Italia) | Regione 2 (Regno Unito) | Regione 4         |
| ----------------- | ----------------- | ------------------ | ----------------------- | ----------------- |
| 1ª                | 31 agosto 2010    | 24 ottobre 2012    | 23 agosto 2010          | 1º settembre 2010 |
| 2ª                | 30 agosto 2011    | 4 dicembre 2012    | 22 agosto 2011          | 7 settembre 2011  |
| 3ª                | 11 settembre 2012 | 17 luglio 2013     | 20 agosto 2012          | 3 ottobre 2012    |
| 4ª                | 3 settembre 2013  | 5 dicembre 2013    | 26 agosto 2013          | 2 ottobre 2013    |
| 5ª                | 9 settembre 2014  | 12 febbraio 2015   | 27 ottobre 2014         | 24 settembre 2014 |
| 6ª                | 1º settembre 2015 | 17 febbraio 2016   | 26 ottobre 2015         | 9 settembre 2015  |
| 7ª                | 16 agosto 2016    | 26 aprile 2017     | 24 ottobre 2016         | 24 agosto 2016    |
| 8ª                | 13 giugno 2017    | 21 marzo 2018      | 23 ottobre 2017         | 14 giugno 2017    |

## Romanzi
Dalla serie TV è stato tratto un ciclo di romanzi, I diari di Stefan, che racconta del passato dei fratelli Salvatore, a partire dall'arrivo di Katherine a Mystic Falls. La prima trilogia è ambientata tra Mystic Falls, New Orleans e Manhattan alla fine del XVIII secolo. La seconda trilogia, invece, è ambientata nella Londra del 1888, e i due fratelli si trovano faccia a faccia con Jack lo squartatore, in realtà un vampiro di nome Samuel.
Nonostante derivino dalla serie televisiva, I diari di Stefan presentano alcune differenze con essa, soprattutto per quanto riguarda la storia dei vampiri Originali (qui chiamati Originari o Antichi), in quanto i romanzi sono stati scritti prima che Klaus apparisse sullo schermo. Infatti, viene raccontato che gli Originali non sono mai stati umani, ma sono nati direttamente dall'inferno: in questo, si rifanno alla serie letteraria originale di Lisa Jane Smith.

### Prima trilogia
- Il diario del vampiro - La genesi (The Vampire Diaries. Stefan's Diaries: Origins).

Pubblicato in inglese il 2 novembre 2010, in italiano il 18 gennaio 2011.
- Il diario del vampiro - Sete di sangue (The Vampire Diaries. Stefan's Diaries: Bloodlust).

Pubblicato in inglese il 4 gennaio 2011, in italiano il 24 marzo 2011.
- Il diario del vampiro - Strane creature (The Vampire Diaries. Stefan's Diaries: The Craving).

Pubblicato in inglese il 3 marzo 2011, in italiano il 1º giugno 2011.

### Seconda trilogia
- Il diario del vampiro - Lo squartatore (The Vampire Diaries. Stefan's Diaries: The Ripper).

Pubblicato in inglese l'8 novembre 2011, in italiano il 21 febbraio 2013.
- Il diario del vampiro - Vite interrotte (The Vampire Diaries. Stefan's Diaries: The Asylum).

Pubblicato in inglese il 17 gennaio 2012, in italiano l'11 aprile 2013.
- Il diario del vampiro - L'incantesimo (The Vampire Diaries. Stefan's Diaries: The Compelled).

Pubblicato in inglese il 13 marzo 2012, in italiano il 2 maggio 2013.

## Spin-off
Nel 2010 il presidente entertainment di The CW, Dawn Ostroff, ha menzionato l'idea del primo spin-off della serie che sarebbe stato prodotto in qualche anno. Il progetto è entrato in fase di sviluppo nel 2011 per essere portato in TV nella stagione autunnale dello stesso anno, ma non è mai partito definitivamente a causa degli impegni di Kevin Williamson sulla serie The Secret Circle. È stato messo in attesa a tempo indeterminato.
Successivamente verranno prodotti due spin-off della serie, infatti in data 11 gennaio 2013 è stato annunciato che The CW avrebbe prodotto un backdoor pilot dal titolo Conseguenze che è stato trasmesso il 25 aprile 2013. L'episodio ha per protagonista il vampiro Originale Klaus. Il 26 aprile 2013, in seguito agli ascolti ottenuti dall'episodio, la CW ha confermato la produzione del primo spin-off intitolato The Originals, le cui riprese sono incominciate a partire dall'estate 2013. La serie ha esordito negli Stati Uniti il 3 ottobre 2013.
Nel 2018, dopo che le serie The Vampire Diaries e The Originals erano già volte al termine, esordisce la nuova serie Legacies che segue le vicende di Alaric Saltzman, che apre un istituto privato per giovani soprannaturali, la Salvatore Boarding School, tra gli studenti figurano le sue figlie, Josie e Lizzie Saltzman, e Hope Mikaelson, la figlia di Klaus, la quale sarà la protagonista della serie.
Nel giugno del 2022, dopo la cancellazione di Legacies, Julie Plec ha annunciato di essere al lavoro su un nuovo spin-off.